# Clemilda Fernandes
Clemilda Fernandes Silva (São Félix do Araguaia, Mato Grosso, 25 de juny de 1979) és una ciclista brasilera que quan competeix a nivell professional ho fa en l'equip Servetto Giusta. Vencedora diferents cops del campionats nacionals tant en ruta com en contrarellotge. La seva germana Janildes també s'ha dedicat al ciclisme.

## Biografia
Ha participat en la prova en ruta als Jocs Olímpics de Pequín de 2012, acabant 51a; als Jocs Olímpics de Londres de 2012 en la modalitat de ruta, finalitzant en la posició 23a i en la prova contrarellotge en la qual va ser 18a. I també als Jocs Olímpics de Rio de 2016 no acabant la prova en ruta.

## Palmarès
- 2004
  - Vencedora d'una etapa al Trofeu d'Or
- 2005
  -  Campiona del Brasil en ruta
  - 1a a la Copa Amèrica de Ciclisme
  - Vencedora d'una etapa al Giro de Toscana-Memorial Michela Fanini
- 2006
  - 1a a la Copa Amèrica de Ciclisme
  - Vencedora d'una etapa al Tour de l'Ardecha
- 2007
  - 1a a la Copa Amèrica de Ciclisme
  - 1a al Giro del Valdarno
- 2008
  -  Campiona del Brasil en ruta
- 2012
  - 1a a la Volta a El Salvador i vencedora d'una etapa
- 2013
  -  Campiona del Brasil en contrarellotge
  - 1a al Gran Premi GSB
  - Vencedora de 2 etapes a la Volta a El Salvador
- 2014
  - Vencedora d'una etapa al Tour de San Luis
- 2016
  -  Campiona del Brasil en ruta
  -  Campiona del Brasil en contrarellotge
- 2017
  -  Campiona del Brasil en ruta